# New Jersey Nets 1990-1991
La stagione 1990-91 dei New Jersey Nets fu la 15ª nella NBA per la franchigia.
I New Jersey Nets arrivarono quinti nella Atlantic Division della Eastern Conference con un record di 26-56, non qualificandosi per i play-off.

## Roster
| N° | Naz.                   | Ruolo | Sportivo          | Anno | Alt. | Peso |
| -- | ---------------------- | ----- | ----------------- | ---- | ---- | ---- |
| 3  | Jugoslavia (bandiera)  | G     | Dražen Petrović   | 1964 | 196  | 88   |
| 5  | Stati Uniti (bandiera) | A     | Terry Mills       | 1967 | 208  | 104  |
| 6  | Stati Uniti (bandiera) | AC    | Roy Hinson        | 1961 | 206  | 95   |
| 10 | Stati Uniti (bandiera) | G     | Mookie Blaylock   | 1967 | 183  | 82   |
| 12 | Stati Uniti (bandiera) | G     | Tate George       | 1968 | 196  | 86   |
| 15 | Stati Uniti (bandiera) | G     | Lester Conner     | 1959 | 193  | 82   |
| 20 | Stati Uniti (bandiera) | G     | Kurk Lee          | 1967 | 191  | 86   |
| 22 | Stati Uniti (bandiera) | C     | Chris Dudley      | 1965 | 211  | 107  |
| 24 | Stati Uniti (bandiera) | G     | Reggie Theus      | 1957 | 201  | 86   |
| 30 | Stati Uniti (bandiera) | A     | Derrick Gervin    | 1963 | 203  | 91   |
| 31 | Stati Uniti (bandiera) | C     | Sam Bowie         | 1961 | 216  | 107  |
| 33 | Stati Uniti (bandiera) | AC    | Cadillac Anderson | 1964 | 208  | 104  |
| 34 | Stati Uniti (bandiera) | A     | Chris Morris      | 1966 | 203  | 95   |
| 35 | Stati Uniti (bandiera) | GA    | Jud Buechler      | 1968 | 198  | 100  |
| 44 | Stati Uniti (bandiera) | A     | Derrick Coleman   | 1967 | 208  | 104  |
| 54 | Stati Uniti (bandiera) | AC    | Jack Haley        | 1964 | 208  | 109  |

## Staff tecnico
- Allenatore: Bill Fitch
- Vice-allenatori: Rick Carlisle, Tom Newell